# Kalbe (Milde)
Kalbe este un oraș din landul Saxonia-Anhalt, Germania.